# Salon international de l'aviation d'affaires de Genève
Le salon international de l'aviation d'affaires de Genève (en anglais : European Business Aviation Convention & Exhibition ou EBACE) est la convention de l’aviation d'affaires européenne. Il se tient chaque année à Genève en Suisse, à l'aéroport international et au Palexpo.

## Historique
En 2008, le salon a connu une croissance de plus de 21 % de ses visiteurs et de plus de 38 % de ses exposants[Depuis quand ?]. Il a rassemblé 440 exposants et 13 700 visiteurs venus de 91 pays. 
En 2009, 10 917 visiteurs se sont mobilisés malgré la crise, donnant ainsi le 3e niveau de fréquentation de l'histoire du salon. 
L'édition 2022 s'est tenue du 23 au 25 mai au Palexpo de Genève et a réuni des milliers de chefs d'entreprise, de responsables gouvernementaux, d'industriels, de personnel des services de vol, etc.

## Description
Le salon est le point de rencontre des industriels de l’aviation d’affaires et de leurs fournisseurs, mais aussi des opérateurs et des organismes européens qui régulent et organisent les politiques qui affectent l’aviation d’affaires et son activité économique, en Europe et dans le monde.
EBACE est dès l'origine une coentreprise de la NBAA (en anglais : National Business Aviation Association Inc) et de l'EBAA (European Business Aviation Association).

## Éditions
- 2001
- 2002
- 2003
- 2004
- 2005
- 2006
- 2007 : du 22 au 24 mai 2007, à Genève (Palexpo). 11 267 visiteurs, 354 exposants.

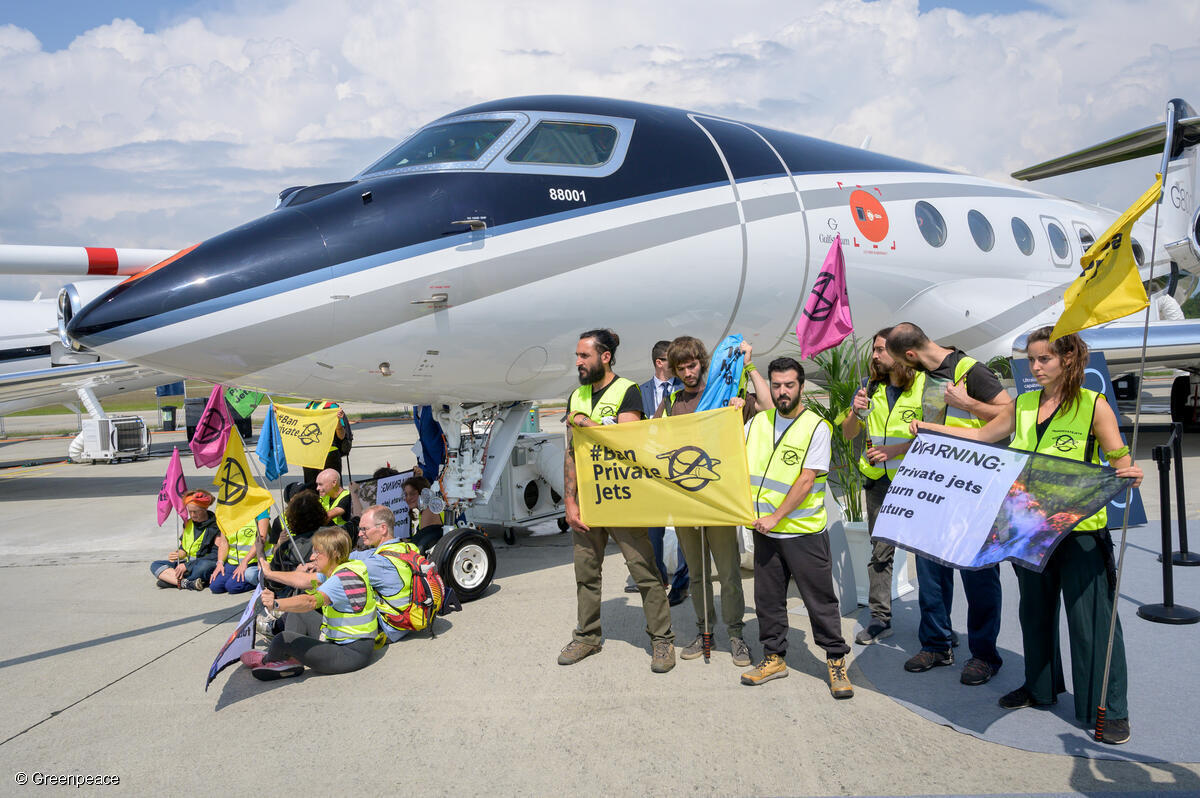
En 2023, des manifestants pour le climat ont protesté contre les nuisances des jets privés.

- 2008 : l'édition 2008 s'est tenue à Genève au Palexpo du 20 au 22 mai 2008. 13 692 visiteurs sont venus rencontrer plus de 440 exposants.
- 2009 : l'édition s'est tenue du 12 au 14 mai 2009. Malgré la crise, 10 917 visiteurs ont participé à ces journées, ce qui a constitué le troisième record de fréquentation de l'histoire de ce salon.
- 2010 : du 4 au 6 mai 2010.
- 2011 : du 17 au 19 mai 2011.
- 2012 : du 14 au 16 mai 2012.
- 2013 : du 14 au 16 mai 2013.
- 2014 : du 20 au 22 mai 2014. Visiteurs en croissance de 7 % par rapport à 2013.
- 2015 : du 19 au 21 mai 2015.
- 2016 : du 24 au 26 mai 2016.
- 2017 : du 22 au 24 mai 2017.
- 2018 : du 29 au 31 mai 2018.
- 2019 : du 21 au 23 mai 2019.
- 2020 : Édition annulée.
- 2021 : Édition annulée.
- 2022 : du 23 au 25 mai 2022.
- 2023